# Ipnositerapia

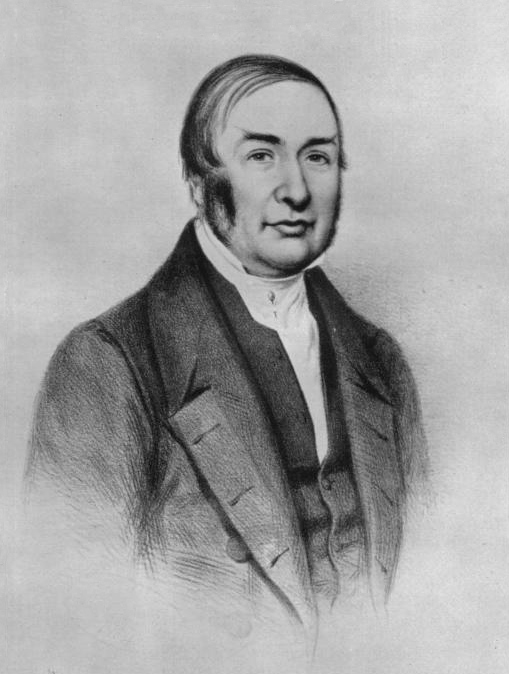
James Braid, considerato il padre dell'ipnosi scientifica moderna

L'ipnositerapia è l'applicazione in campo terapeutico dell'ipnosi. L'ipnoterapia è un tipo di intervento mentale-corporale in cui l'ipnosi viene utilizzata per creare uno stato di attenzione focalizzata e di maggiore suggestionabilità nel trattamento di un disturbo fisico o mentale ovvero di una malattia medica o psicologica.
Il termine usato sovente "ipnoterapia" è impreciso in quanto rimanda alla terapia del sonno. Nel Trattato di ipnosi di Franco Granone è perciò usato il termine "ipnositerapia".

## Storia
L'ipnosi è conosciuta e studiata ormai da secoli, ma solo da pochi decenni e con pareri discordi è stata accolta in ambiente terapeutico, e in particolare psicoterapeutico, nel controllo del dolore, nella cura di disturbi psicosomatici, nella cura delle nevrosi e nella eliminazione e correzione di disturbi comportamentali.
Con Anton Mesmer (1734-1815), nella seconda metà del XVIII secolo, l'ipnosi divenne fenomeno culturale "di massa" nella Parigi altolocata. Mesmer conquistò la corte parigina con il suo carisma, ma la sua gloria ebbe breve durata. Le sue teorie furono contrastate dall'ambiente scientifico di allora e furono sottoposte a un'indagine di validità scientifica da parte di due commissioni nominate dal Re di Francia Luigi XVI nel 1784. Il verdetto delle commissioni fu di condanna per la teoria del magnetismo animale, e Mesmer, perduta la reputazione, fu costretto ad abbandonare Parigi. Anche la medicina ufficiale di Vienna accusò Mesmer di praticare magia e lo obbligò a lasciare l'Austria.
È con James Braid (1785-1860) che si può dire abbia origine la cosiddetta ipnosi scientifica moderna; egli coniò i termini di "ipnosi" e "ipnotismo" e, respinta la teoria magnetica, diede importanza alla suggestione e al "monoideismo". Contributo importante a quei tempi per l'impiego dell'ipnosi in terapia furono i lavori del grande neurologo francese Jean-Martin Charcot (1825-1893) all'ospedale della Salpetrière di Parigi, dove curava i casi di isteria, e i lavori di Hippolyte Bernheim (1837-1919) e A.A.Liébeault (1823-1904) che assieme fondarono la scuola di Nancy.
Nel 1880 Josef Breuer (1842-1925) rivoluzionò l'impiego terapeutico dell'ipnosi dopo aver trattato il caso di Anna O. (Bertha Pappenheim) e aver scoperto la scarsa efficacia terapeutica dell'ipnosi nella eliminazione diretta dei sintomi. Anche Sigmund Freud (che tra l'altro collaborò con Breuer e con lui, rivedendo la cura di Anna O., giunse ad elaborare quella che oggi è divenuta la psicoanalisi (1895)), che aveva studiato l'ipnosi sia con Charcot, sia alla scuola di Nancy, iniziò a praticarla sistematicamente nel 1877 e ne fu, in un primo momento, entusiasta, ma poi l'abbandonò per i gravi inconvenienti legati alla tecnica ipnotica dell'epoca e ai risultati non definitivi che si ottenevano.
Nel XX secolo un contributo notevole all'impiego dell'ipnositerapia fu rappresentato dall'opera del medico statunitense Milton Erickson (1901-1980) che ad una modalità "direttiva" dell'impiego dell'ipnosi (l'ipnotista che si avvale di suggestioni dirette implicanti un atteggiamento di acritica accettazione da parte del paziente) aggiunse modalità creative che coinvolgono il paziente nella realizzazione e nella conduzione della trance. In particolare, in Italia un importante contributo allo studio e all'impiego della terapia con ipnosi lo si deve al neuropsichiatra Franco Granone (1912-2000).